# L̥̀
L̥̀ (minuscule : l̥̀), appelé L accent grave rond souscrit, est une lettre latine utilisée dans la transcription du sanskrit védique.
Il s’agit de la lettre L diacritée d’un accent grave et d’un rond souscrit.

## Utilisation
Dans la romanisation du sanskrit védique, ‹ l̥̀ › représente une l̥ non élevée (accentuation védique). Dans la romanisation ISO 15919, l’accent grave représente l’accent védique svarita.

## Représentations informatiques
Le L accent grave rond souscrit peut être représenté avec les caractères Unicode suivants (latin de base, diacritiques) :
| formes    | représentations | chaînes de caractères | points de code       | descriptions                                                                 |
| --------- | --------------- | --------------------- | -------------------- | ---------------------------------------------------------------------------- |
| majuscule | L̥̀               | L◌̥◌̀                   | U+004C U+0325 U+0300 | lettre majuscule latine l diacritique rond souscrit diacritique accent grave |
| minuscule | l̥̀               | l◌̥◌̀                   | U+006C U+0325 U+0300 | lettre minuscule latine l diacritique rond souscrit diacritique accent grave |

## Sources
- (en) ISO 15919:2001 Information and documentation — Transliteration of Devanagari and related Indic scripts into Latin characters (lire en ligne)
- (ja) « 音素表 », sur 松浦高志のWikiページ